# Cérémonie de clôture des Jeux olympiques d'été de 2008
La cérémonie de clôture des Jeux olympiques d'été de 2008 a eu lieu au stade national de Pékin, aussi appelée le Nid d'oiseau. Elle est réalisée par le cinéaste chinois Zhang Yimou et a commencé à 20 h heure de Chine (UTC+8) le 24 août 2008. Le nombre 8 est associé avec la prospérité et la confiance dans la culture chinoise.
Les numéros musicaux incluent le chanteur chinois Wei Wei et Sun Nan chantant Beijing Beijing (wo ai Beijing), la chanteuse britannique Leona Lewis, le guitariste des Led Zeppelin Jimmy Page (avec le joueur de football David Beckham qui fait une apparence, Elspeth Hanson comme violoniste et Kwesi Edman comme la violoncelliste), les chanteurs de Hong Kong Andy Lau, Emil Chau, Jackie Chan, Karen Mok, Kelly Chen, Joey Yung et Nicholas Tse, le chanteur taiwano-américain Wang Lee-hom, la chanteuse singapourienne Stefanie Sun et l'artiste sud-coréen Rain et enfin Han Hong.
La cérémonie a inclus également la remise des Jeux de Pékin à Londres. Ainsi, Guo Jinlong, le maire de Pékin, a remis le drapeau olympique au maire de Londres, Boris Johnson, et il y avait un spectacle organisé par le London Organising Committee for the Olympic Games (LOCOG). L'éclaireur Durham Marenghi a illuminé le relais de Pékin à Londres, avec les lumières programmés par Tim Routledge (qui était en fait caché dans le bus londonien)
Tandis que la cérémonie d'ouverture était décrite comme une introduction artistique et grave du passé antique de la Chine, la cérémonie de clôture est décrite par les médias occidentaux comme « beaucoup plus légère », « loufoque » et « amusante » que la cérémonie d'ouverture,.
À la fin des 16 jours de diffusion de NBC des Jeux Olympiques de Pékin aux États-Unis, il était également devenu l'événement le plus regardé la télévision américaine de tous les temps avec plus de 211 millions de téléspectateurs pour les Jeux olympiques sur NBC selon la Nielsen Media Research; soit 2 millions de plus que les Jeux d'Atlanta 1996 qui était le précédent record. En France, la cérémonie a attiré 3,9 millions de téléspectateurs soit 33,4 % de part de marché et l'ensemble des Jeux olympiques a rassemblé au total 36 millions de Français.

## Présence des chefs d'État et des dignitaires
La cérémonie de clôture a réuni de nombreux chefs d'État et de dignitaires, dont le président chinois Hu Jintao, le Premier ministre britannique Gordon Brown et la princesse Anne du Royaume-Uni, le premier ministre de Finlande Matti Vanhanen, le roi Charles XVI Gustave de Suède, les Premiers ministres belge, Yves Leterme, lituanien, Gediminas Kirkilas, dominicain, Roosevelt Skerrit, letton, Ivars Godmanis, mongol, Sanj Bayar, le vice-président indonésien Boediono (anciennement Jusuf Kalla), le Premier ministre népalais Prachanda, le gouverneur général australien Michael Jeffery, et la secrétaire du Travail américaine Elaine Chao,.

## Chronologie des évènements
- Début des feux d'artifice avec un compte à rebours au-dessus du stade national lui-même à 20 h CST.
- Présentation des membres du CIO et de Hu Jintao.
- Performance de masse par une troupe de batteurs.
- Feux d'artifice étincelants orange.
- Artistes dans des costumes translucides, utilisation d'échasses urbaines et monocycles illuminés.
- Les porte-drapeaux entrent dans le stade.
- Les athlètes entrent dans le stade.
- Les athlètes se rassemblent dans le stade, avec des percussions tout au long de la procession.
- Présentation de la remise des médailles du marathon hommes; incluant l'hymne national du Kenya: Ee Mungu Nguvu Yetu, pour le médaillé d'or Samuel Wanjiru.
- Présentation de fleurs à douze volontaires par les représentants des athlètes nouvellement élus à la Commission des Athlètes du CIO.
- Élévation du drapeau national grec avec l'hymne national de la Grèce, l' Hymne à la Liberté.
- Accueil du président du BOCOG, Liu Qi, et du président du CIO, Jacques Rogge.
- Discours de Liu Qi en mandarin qui conclut en remerciant tout le monde.
- Discours du président du CIO, Jacques Rogge, en anglais, en français et en concluant en mandarin, il déclare les Jeux de Pékin « vraiment exceptionnels ». Il clôt les Jeux, et propose (en français) à « la jeunesse du monde de s'assembler dans quatre ans à Londres. ».
- Le drapeau du Royaume-Uni est élevé avec l'hymne national olympique God Save The Queen  dans une version spécialement commandée par Philip Sheppard.
- Abaissement du drapeau olympique et chant de l'hymne olympique. Le drapeau olympique a été de nouveau élevé aux Jeux olympiques d'hiver suivants à Vancouver lors de la cérémonie d'ouverture du 12 février 2010.
- Présence de feux d’artifice représentant les anneaux olympiques.
- Le drapeau olympique est retourné par le maire de Pékin Guo Jinlong à Jacques Rogge qui à son tour le présente au maire de Londres Boris Johnson.
- Huit minutes de présentation des Jeux de Londres 2012.
  - Il y a tout d'abord, une performance culturelle britannique moderne, impliquant un bus à impériale, des bicyclettes et des navetteurs avec une musique intitulé This is London (C'est à Londres) de Philip Sheppard enregistré par la London Symphony Orchestra.
  - Tayyiba Dudhwala, âgée de 10 ans, saute du bus à impériale en face de la foule et reçoit un ballon de la part de Erika Tham (qui a des origines chinoises, canadiennes, malaisiennes et ukrainiennes), puis elle marche sur des personnes avant de retourner dans le bus.
  - Leona Lewis et Jimmy Page chantent Whole Lotta Love.
  - Apparition de David Beckham. Beckham lance alors un ballon de football dans les rangs de bénévoles.
- Procession d'artistes sur un escalier de terminal d'aéroport, avec les évènements des Jeux de 2008 sur l'écran.
- Extinction de la flamme olympique, suivi du récit des 16 jours de compétition olympique et de la compétition en Grèce à l'Antiquité.
- Présence d'artistes sur un grand piller (appelé la tour de la mémoire), qui agite les bras et qui symbolise la flamme olympique, éternellement allumée. Le groupe d'artistes forme un chrysanthème, avec des coureurs de haies sur le haut du piller. Les artistes grimpent ensuite sur le piller, qui est ensuite recouvert d'énormes banderoles rouges. Les roses sont formées le long avec des athlètes dessous (avec le piller comme un stigmate) avec la foule d'athlètes qui est disposée comme des pétales. Des banderoles rouges sont en lévitation vers le haut et révèlent les artistes disposés sous la forme de Dancing Beijing, le logo des Jeux 2008.
- Feux d'artifice.
- Chant de Beijing Beijing, I Love Beijing (Běijīng Běijīng, Wǒ Ài Běijīng) par le chanteur chinois Tan Jing, la chanteuse de Hong Kong Kelly Chen, Han Xue, le chanteur taïwano-américain Wang Lee-hom et du chanteur coréen Rain. De l'erhu est joué avec des acrobates qui sautent de la tour avec du fil.
- Sept chanteuses chantent The Moon is Bright Tonight.
- Une chanteuse chinoise et un chanteur étranger chantent The Flame of Love.
- Deux chanteurs chantent Surpass It. Dans le même temps, 75 artistes de voltige qui portent des vêtements de vol lumineux effectuent des rotations dans les airs.
- Des dizaines de jeunes chanteurs et 112 interprètes dans des vêtements des 56 groupes ethniques chantent main dans la main Please Stay, Guests from Afar sur la scène principale.
- Feux d'artifice, adieux et conclusion de la cérémonie de clôture à 21 h 55 CST.